# Innuendo (album)
Innuendo is het veertiende studio-album van de Britse band Queen. Het album verscheen in 1991 en was, naar later bleek, het laatst uitgebrachte album van Queen tijdens het leven van zanger Freddie Mercury. Muzikaal wordt het album vaak vergeleken met het jaren 70 (klassieke rock)-werk van Queen.

## Tracklist
Net als bij het vorige album worden ook op dit album alle nummers toegeschreven aan de gehele band en niet aan de daadwerkelijke schrijver. De schrijvers van de nummers zijn later bekend geworden (dankzij onder andere verschillende interviews) en staan tussen haakjes vermeld:
1. "Innuendo" (Mercury (muziek) en Taylor (lyrics)) *
2. "I'm Going Slightly Mad" (Mercury) *
3. "Headlong" (May) * (op LP kortere versie)
4. "I Can't Live With You" (May)
5. "Don't Try So Hard" (Mercury) en (May) (op LP kortere versie)
6. "Ride the Wild Wind" (Taylor)
7. "All God's People" (Mercury en Mike Moran)
8. "These Are the Days of Our Lives" (Taylor) (op LP korte versie) *
9. "Delilah" (Mercury)
10. "The Hitman" (Mercury) (op LP kortere versie)
11. "Bijou" (Mercury) (op LP kortere versie)
12. "The Show Must Go On" (hoofdzakelijk May, maar met hulp van Taylor en Deacon)*

(*Singles)

## Tracks

### Innuendo
"Innuendo" is ontstaan tijdens een jamsessie in de live room van Mountain Studios in Montreux (Zwitserland) van Brian May, Roger Taylor en John Deacon. Toen Freddie Mercury dit hoorde vanuit een andere kamer is hij naar de live room gelopen om wat zanglijnen te improviseren. Vanuit deze muzikale basis die Roger Taylor heeft gelegd, is Mercury het nummer gaan voorzien van tekst, hierbij geholpen door Taylor. Het nummer is sterk beïnvloed door Led Zeppelins Kashmir en The Zoo van de Scorpions.
Zie ook volledige artikel: Innuendo (nummer)

### I'm Going Slightly Mad
"I'm Going Slighty Mad" ontstond nadat Mercury een idee kreeg om een nummer te schrijven over gekte. Hoewel het nummer licht van toon is en veel humor bevat, zit er ook een donker thema in. Volgens velen is het nummer geïnspireerd door dementie als gevolg van aids waaraan Mercury leed en vertelt het nummer hoe hij zich voelde tijdens de ziekte. De bijbehorende videoclip is een van de bekendere van Queen en laat de band zien in verkleedpartijen en vreemd gedrag. Zo is Brian May verkleed als pinguïn, Roger Taylor draagt een fluitketel als hoed en John Deacon is verkleed als hofnar. Mercury is zwaar geschminkt om de uiterlijke gevolgen van aids te verbergen.
Zie ook volledige artikel: I'm Going Slightly Mad

### Headlong
"Headlong" werd geschreven door May in de studio die Queen in Zwitserland had. Hij schreef aanvankelijk voor zijn soloalbum Back to the Light, maar toen hij Mercury het nummer hoorde zingen, besloot hij er een Queen-nummer van te maken.
Zie ook volledige artikel: Headlong

### I Can't Live with You
"I Can't Live with You" werd ook geschreven voor May's soloalbum. Op aandringen van de rest van de band, besloot May om ook dit nummer om te zetten in een Queen-nummer.
Zie ook volledige artikel: I Can't Live with You

### Don't Try So Hard
"Don't Try So Hard" werd geschreven door Deacon. De 'regen' die in de intro is te horen, komt van de Korg M1.

### Ride the Wild Wind
"Ride the Wild Wind" werd gecomponeerd door Taylor, die een demo opnam met zijn eigen vocalen. De uiteindelijke versie werd gezongen door Mercury, met Taylor als achtergrondzanger. Het nummer kan gezien worden als opvolger van I'm in Love with My Car van het album A Night at the Opera, aangezien beide nummers over snelle auto's gaan en ze allebei door Taylor zijn geschreven. Op I'm in love speelde Taylor alle instrumenten alleen en was hij ook leadzanger; op dit nummer spelen alle bandleden mee. "Ride the Wild Wind" is een snel nummer, met snelle drumpartijen en een ritmische baslijn, vergelijkbaar met Shakespeare's sister van The Smiths. In sommige delen van het nummer is een racewagen te horen.
Zie ook volledige artikel: Ride the Wild Wind

### All God's People
"All God's People" werd geschreven door Mercury en Mike Moran, aanvankelijk voor Mercury's soloalbum Barcelona onder de naam "Africa by Night". Mercury vroeg May of hij gitaar wilde spelen op het nummer. Van het een kwam het ander, waardoor uiteindelijk ook Taylor en Deacon mee gingen doen, en het uiteindelijk resulteerde in een Queen-nummer. De keyboardpartijen werden verzorgd door Moran.

### These Are the Days of Our Lives
"These Are the Days of Our Lives" werd geschreven door Taylor. De videoclip bij dit nummer was Mercury's laatste verschijning op beeld. Bij de opnames van de clip kon het feit dat Mercury ernstig ziek was, niet worden verborgen. De clip werd gefilmd in kleur, maar werd uiteindelijk omgezet in zwart wit, dit om te voorkomen dat Mercury er al te ziek uit zou zien. Mercury, wetende dat hij bijna stierf, kijkt aan het einde van de clip recht in de camera en fluistert de woorden: "I still love you...". Dit was een ode aan al zijn fans, waarvan Mercury met dit nummer en de videoclip afscheid nam.
Zie ook volledige artikel: These Are the Days of Our Lives

### Delilah
"Delilah" is een ode aan een van de katten van Mercury. Mercury had elf katten, maar Delilah was zijn favoriet. Taylor gaf later toe dat hij niet gecharmeerd was van het nummer: "Ik haat 'Delilah'. Zo ben ik gewoon niet."

### The Hitman
"The Hitman" was een idee van Mercury. De oorspronkelijke versie werd gespeeld op een keyboard in een andere toonsoort. Op aandringen van May werd de keyboard vervangen door een gitaar en de toonsoort veranderd. Alle achtergrondvocalen op het nummer werden door May verzorgd. In de demoversie verzorgt May ook de hoofdvocalen.

### Bijou
"Bijou" ontstond toen Mercury en May het idee kregen om een nummer te maken wat exact het tegenovergestelde is van de meeste nummers, met gitaarsolo's tijdens de coupletten en zang tijdens de bridge. Mercury schreef de tekst en de muziek. Taylor en Deacon hebben niet meegewerkt aan het nummer.

### The Show Must Go On
"The Show Must Go On" werd geschreven door de hele band, en gaat over de toestand waarin Mercury zich op dat moment bevond. Mercury wilde namelijk graag optreden en het belang van zijn publiek behouden, maar vanwege zijn ziekte ontbrak hem te kracht daar iets voor te doen. De bijbehorende videoclip is een compilatie van alle clips die Queen sinds 1982 gemaakt heeft, dit omdat Mercury vanwege zijn gezondheidstoestand niet in staat was om een nieuwe clip op te nemen. De single was de laatst uitgebrachte Queen-single tijdens het leven van Mercury. Een groot deel van de tekst kan ook worden opgevat als dat het leven doorgaat, ook als Queen (of in ieder geval Mercury) er niet meer is.
Zie ook volledige artikel: The Show Must Go On

## Hitnoteringen

### NederlandseAlbum Top 100
| Hitnotering: (Week 1 t/m 23) 16-02-1991 t/m 20-07-1991 Hitnotering: (Week 24 t/m 36) 14-12-1991 t/m 07-03-1992 Hitnotering: (Week 37) 10-09-2011 | Hitnotering: (Week 1 t/m 23) 16-02-1991 t/m 20-07-1991 Hitnotering: (Week 24 t/m 36) 14-12-1991 t/m 07-03-1992 Hitnotering: (Week 37) 10-09-2011 | Hitnotering: (Week 1 t/m 23) 16-02-1991 t/m 20-07-1991 Hitnotering: (Week 24 t/m 36) 14-12-1991 t/m 07-03-1992 Hitnotering: (Week 37) 10-09-2011 | Hitnotering: (Week 1 t/m 23) 16-02-1991 t/m 20-07-1991 Hitnotering: (Week 24 t/m 36) 14-12-1991 t/m 07-03-1992 Hitnotering: (Week 37) 10-09-2011 | Hitnotering: (Week 1 t/m 23) 16-02-1991 t/m 20-07-1991 Hitnotering: (Week 24 t/m 36) 14-12-1991 t/m 07-03-1992 Hitnotering: (Week 37) 10-09-2011 | Hitnotering: (Week 1 t/m 23) 16-02-1991 t/m 20-07-1991 Hitnotering: (Week 24 t/m 36) 14-12-1991 t/m 07-03-1992 Hitnotering: (Week 37) 10-09-2011 | Hitnotering: (Week 1 t/m 23) 16-02-1991 t/m 20-07-1991 Hitnotering: (Week 24 t/m 36) 14-12-1991 t/m 07-03-1992 Hitnotering: (Week 37) 10-09-2011 | Hitnotering: (Week 1 t/m 23) 16-02-1991 t/m 20-07-1991 Hitnotering: (Week 24 t/m 36) 14-12-1991 t/m 07-03-1992 Hitnotering: (Week 37) 10-09-2011 | Hitnotering: (Week 1 t/m 23) 16-02-1991 t/m 20-07-1991 Hitnotering: (Week 24 t/m 36) 14-12-1991 t/m 07-03-1992 Hitnotering: (Week 37) 10-09-2011 | Hitnotering: (Week 1 t/m 23) 16-02-1991 t/m 20-07-1991 Hitnotering: (Week 24 t/m 36) 14-12-1991 t/m 07-03-1992 Hitnotering: (Week 37) 10-09-2011 | Hitnotering: (Week 1 t/m 23) 16-02-1991 t/m 20-07-1991 Hitnotering: (Week 24 t/m 36) 14-12-1991 t/m 07-03-1992 Hitnotering: (Week 37) 10-09-2011 | Hitnotering: (Week 1 t/m 23) 16-02-1991 t/m 20-07-1991 Hitnotering: (Week 24 t/m 36) 14-12-1991 t/m 07-03-1992 Hitnotering: (Week 37) 10-09-2011 | Hitnotering: (Week 1 t/m 23) 16-02-1991 t/m 20-07-1991 Hitnotering: (Week 24 t/m 36) 14-12-1991 t/m 07-03-1992 Hitnotering: (Week 37) 10-09-2011 | Hitnotering: (Week 1 t/m 23) 16-02-1991 t/m 20-07-1991 Hitnotering: (Week 24 t/m 36) 14-12-1991 t/m 07-03-1992 Hitnotering: (Week 37) 10-09-2011 | Hitnotering: (Week 1 t/m 23) 16-02-1991 t/m 20-07-1991 Hitnotering: (Week 24 t/m 36) 14-12-1991 t/m 07-03-1992 Hitnotering: (Week 37) 10-09-2011 | Hitnotering: (Week 1 t/m 23) 16-02-1991 t/m 20-07-1991 Hitnotering: (Week 24 t/m 36) 14-12-1991 t/m 07-03-1992 Hitnotering: (Week 37) 10-09-2011 | Hitnotering: (Week 1 t/m 23) 16-02-1991 t/m 20-07-1991 Hitnotering: (Week 24 t/m 36) 14-12-1991 t/m 07-03-1992 Hitnotering: (Week 37) 10-09-2011 | Hitnotering: (Week 1 t/m 23) 16-02-1991 t/m 20-07-1991 Hitnotering: (Week 24 t/m 36) 14-12-1991 t/m 07-03-1992 Hitnotering: (Week 37) 10-09-2011 | Hitnotering: (Week 1 t/m 23) 16-02-1991 t/m 20-07-1991 Hitnotering: (Week 24 t/m 36) 14-12-1991 t/m 07-03-1992 Hitnotering: (Week 37) 10-09-2011 | Hitnotering: (Week 1 t/m 23) 16-02-1991 t/m 20-07-1991 Hitnotering: (Week 24 t/m 36) 14-12-1991 t/m 07-03-1992 Hitnotering: (Week 37) 10-09-2011 | Hitnotering: (Week 1 t/m 23) 16-02-1991 t/m 20-07-1991 Hitnotering: (Week 24 t/m 36) 14-12-1991 t/m 07-03-1992 Hitnotering: (Week 37) 10-09-2011 |
| Week: | 1 | 2 | 3 | 4 | 5 | 6 | 7 | 8 | 9 | 10 | 11 | 12 | 13 | 14 | 15 | 16 | 17 | 18 | 19 | 20 |
| --- | --- | --- | --- | --- | --- | --- | --- | --- | --- | --- | --- | --- | --- | --- | --- | --- | --- | --- | --- | --- |
| Positie: | 2 | 1 | 1 | 1 | 1 | 2 | 2 | 3 | 7 | 12 | 12 | 17 | 18 | 26 | 31 | 44 | 51 | 53 | 57 | 57 |
| Week: | 21 | 22 | 23 | | 24 | 25 | 26 | 27 | 28 | 29 | 30 | 31 | 32 | 33 | 34 | 35 | 36 | | 37 | |
| Positie: | 69 | 78 | 95 | uit | 76 | 37 | 31 | 25 | 23 | 22 | 24 | 28 | 31 | 43 | 46 | 68 | 78 | uit | 76 | uit |